# Katherine Tapia
Luz Katherine Tapia Ramírez (Santa Cruz de Lorica, Colombia; 7 de diciembre de 1992) es una futbolista colombiana. Juega como guardameta en el Palmeiras del Brasileirão Femenino de Brasil.

## Biografía
Nació en Las Flores, corregimiento del municipio Santa Cruz de Lorica, en el departamento de Córdoba.
Antes de dedicarse al fútbol profesional, fue policía durante 9 años en el Escuadrón Móvil Antidisturbios, donde escoltaba con frecuencia el autobús de Atlético Nacional.

## Estadísticas

### Clubes
| Club                   | País     | Año           |
| ---------------------- | -------- | ------------- |
| Atlético Nacional      | Colombia | 2018-2020     |
| América de Cali        | Colombia | 2020-2021     |
| Independiente Santa Fe | Colombia | 2021-2022     |
| Santiago Morning       | Chile    | 2022          |
| Palmeiras              | Brasil   | 2023-presente |